# 虹桥2号航站楼站 (市域铁路)
虹桥2号航站楼站（工程名虹桥站）是上海市域铁路的车站，位于上海市闵行区虹桥枢纽内，上海虹桥站与虹桥国际机场2号航站楼之间，是机场联络线、嘉闵线与示范区线的换乘站和机场联络线、示范区线的始发站。车站与虹桥综合交通枢纽东交通中心共构，上方为申虹国际大厦商业楼，地下可换乘地铁2号线、10号线虹桥2号航站楼站，也可步行通达虹桥枢纽内的高铁、航空等多种交通工具。
车站主体结构于2010年2月完工，当时作为沪杭磁浮预留车站而建成，2008年发生上海磁悬浮事件后项目暂停，车站空置。2021年5月，本站改造工程开工，于2024年12月27日随机场联络线一同开通运营。

## 车站设计
本站最初设计为磁悬浮车站，定位为中国首个大型磁悬浮客运站，设10座站台、10条磁悬浮轨道。站台和轨道位于地面层，设高架和地下两个站厅，两个站厅均可进出。当时预想中，磁悬浮的乘车模式介于铁路和地铁之间，不需要长时间候车但需要将进出站分开以便安检，故车站没有类似于国铁的大面积候车室，但进出站流向有一定约束：两个高架楼层中，三层与国铁保持一致，专用于进站，二层专用于出站；地下一层既可以进站、又可以出站，但进出站不在同一门洞，中间门洞只作单向进站用，两侧用于出站。车站长170.60米，宽162米，高42.15米（含商业办公等），总建筑面积190,282平方米:9。磁浮车站与东交通中心和虹桥机场T2航站楼深度整合，若最终能开通磁浮线运营，可实现虹桥-浦东机场20分钟直达。机场方面也曾考虑过在磁浮线开通后打通两大机场的值机手续，即直接在磁浮虹桥站内设置浦东机场值机柜台:38-39。
原磁浮虹桥站的结构设计采用站房结构、磁浮轨道支撑、地铁轨道支撑“三合一”设计，具体力学构造由多家设计单位联合论证研究之后确定。市域铁路车站使用东侧的5座站台和5条轨道，基本沿用原磁浮车站的主体结构，主要对站台和轨道进行改造。由于磁浮轨道为较高的梁结构，上方没有接触网，原预留站台较高，轨道上方空间较小；市域铁路接入后拆除预留站台并重新建造符合市域铁路要求的站台。为避免轨道形式变化对原设计主体结构的受力状态产生过大影响，仿照磁浮轨道形式，先将U型梁架在原磁浮轨道支撑结构的位置，再将铁轨铺在U型梁上。现在车站高架站厅的布局沿用了磁浮时期的设计，三层至一层无楼梯，运营中所有自动扶梯均朝下，故离开三楼之后无法在费区内正常返回。西侧磁浮场未使用的部分站厅以围栏遮挡。

### 楼层分布
说明：表格内楼层功能后的数字为标高，单位为米，以地面为0米。来源：:9
| 杭州东（嘉兴北）        |
| 浦东3号航站楼（上海南） |

| 杭州东（嘉兴北）        |
| 浦东3号航站楼（上海南） |

| 杭州东（嘉兴北）        |
| 浦东3号航站楼（上海南） |

| 杭州东（嘉兴北）        |
| 浦东3号航站楼（上海南） |

## 出入口
| 出口编号 | 出口指示                    | 照片     |
| 地下一层 | 地下一层                    | 地下一层 |
| -------- | --------------------------- | -------- |
| 北出口1  | 机场2号航站楼、地铁、网约车 |          |
| 北进站口 | 只进不出                    |          |
| 北出口2  | 火车                        |          |
| 南出口1  | 机场2号航站楼、地铁、网约车 |          |
| 南进站口 | 只进不出                    |          |
| 南出口2  | 火车                        |          |
| 地上二层 |                             |          |
| 东出口   | 火车                        |          |
| 西出口   | 机场2号航站楼               |          |
| 地上三层 |                             |          |
| 南进站口 | 只进不出                    |          |
| 北进站口 | 只进不出                    |          |

## 工程
磁浮虹桥站及东交通中心同时施工，2007年7月28日开始桩基施工，为抢在2010年上海世博会前开通运营，要求于2010年2月必须完成竣工验收，工期30.5个月，相比正常建设速度至少压缩了1年。其中，磁浮虹桥站与高铁虹桥站基坑东西相连，因此施工相互牵制。磁浮站早于高铁站开工并率先开挖地下一层:23-24，但2008年1月磁浮线其余区段由于居民反对未能建设，故磁浮虹桥站的工期要求有所放缓，施工安排上则改让高铁虹桥站先开挖地下二层:70。磁浮虹桥站于2008年6月28日完成地下部分开挖，7月23日结构封底，12月8日地下室封顶；地面部分于2009年4月15日封顶至24.65米。2010年2月10日，磁浮虹桥站随东交通中心一同通过竣工验收:72-73。

## 配套设施

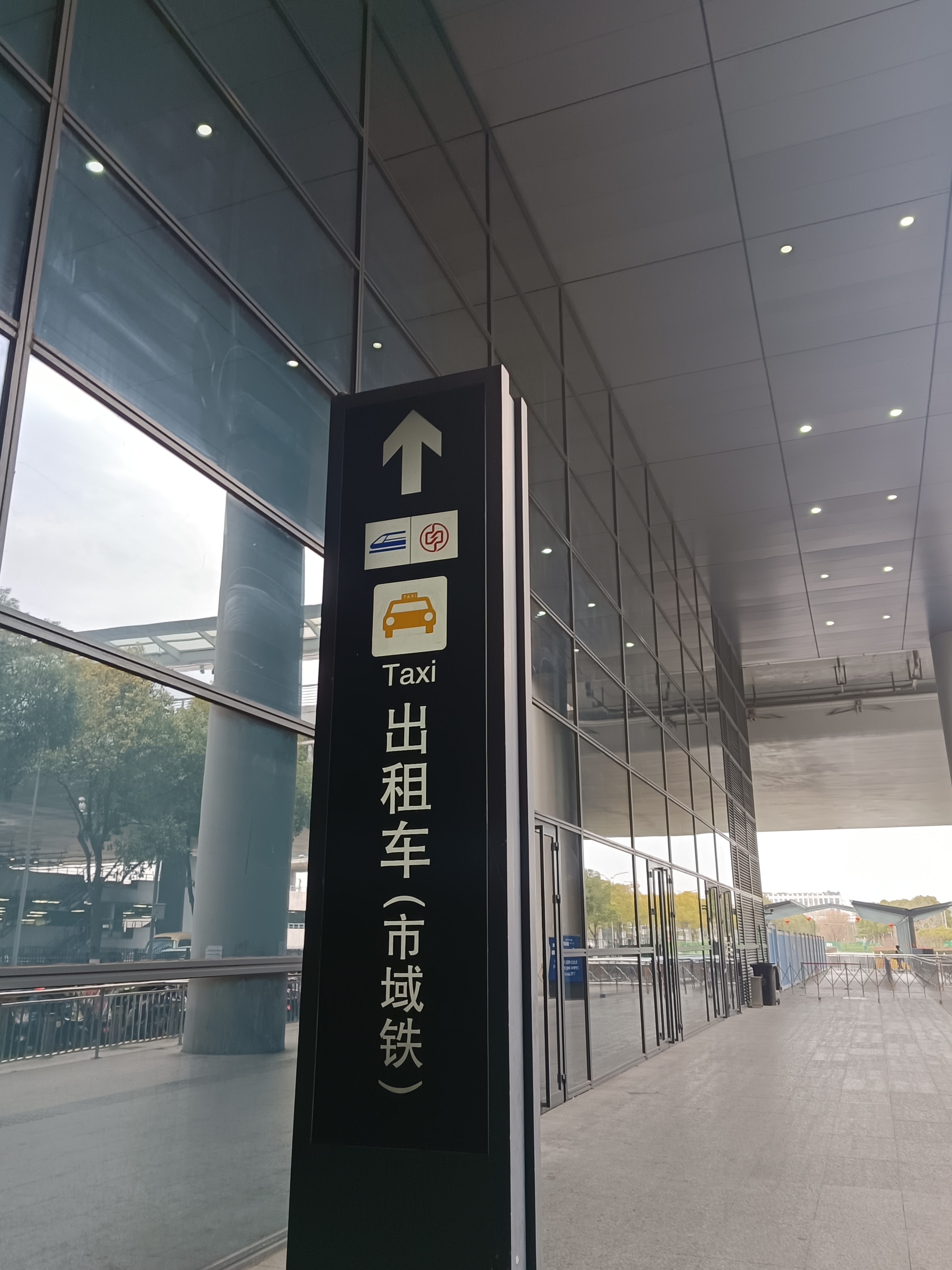
前往上客点的指示牌

原磁浮虹桥站配套有一座出租车场，2024年1月改名为“出租车（市域铁）上客点”并在春运前夕启用，目前仅11时至23时开放。
B1层南侧拟设置浦东机场值机中心，主要功能包含值机托运及行李处理，涉及装修建筑面积2748.09平方米，计划2025年4月30日开展招标。